# Linum uninerve
Linum uninerve là một loài thực vật có hoa trong họ Linaceae. Loài này được (Rochel) Jáv. mô tả khoa học đầu tiên năm 1910.